# Aiguilhe
Aiguilhe é uma comuna francesa na região administrativa de Auvérnia-Ródano-Alpes, no departamento de Alto Loire. Estende-se por uma área de 1,1 km². Em 2010 a comuna tinha 1 554 habitantes (densidade: 1 412,7 hab./km²).320 hab/km².